# Sinestezie (procedeu literar)
Sinesteziile (cf. fr. synesthésie < gr. syn-, „cu“ + -aisthesis, „senzație“) sunt procedee / deziderate estetic-simboliste prin care corespondențele se relevă pe nivelul vocalelor / consoanelor ce se încearcă într-o înfășurare cromatic-sincretic-semantică, ori vizual-senzorială (cu toate organele de simț „conlucrând“ / „colaborând“), împingând și menținând orizontul receptării în tangență la paradoxurile lumii..
Folosirea termenului de sinestezie în literatură este inspirată din fenomenul similar, termen folosit în psihologie și medicină generală, fenomen ce apare la nivelul organelor de simț umane, care constă în fenomenul perceptiv prin care stimularea unei căi senzoriale sau cognitive duce la experiențe involuntare într-o a doua cale senzorială sau cognitivă.
Oamenii care raportează o istorie, mai mult sau mai puțin constantă, de-a lungul vieții lor, de astfel de experiențe de interconectare senzorială, sunt cunoscuți ca sinestezi. Conștientizarea percepțiilor sinestezice variază de la persoană la persoană.

## Prezentare generală a conceptului literar
După cum subliniază și Mircea Scarlat, în Istoria poeziei românești, sugestia este pentru simboliști un mijloc «prin care semnificatul poeziei încetează de a mai fi explicit, transformându-se într-o sumă de latențe» ; prin programul estetic-simbolist, denotația este evitată, «efortul poetului mergând în direcția înmulțirii conotațiilor posibile»  eforturile simboliste de sporire a corolei conotațiilor duce la descoperirea sinesteziilor. Un mare poet simbolist francez, Arthur Rimbaud (1854 – 1891), din „a doua promoție simbolistă“, în sonetul Voyelles / Vocale, preia ideea baudelaireană a analogiilor de prin „pădurile de simboluri“ și proiectează registrul sinesteziilor de la nivelul semnificanților la nivelul vocalelor: 
A noir, E blanc, I rouge, U vert, O bleu: voyelles, / je dirai quelque jour vos naissances latentes: / A, noir corset velu des mouches éclatantes / Qui bombinent autour des puanteurs cruelles, // Golfes d’ombre; E, candeurs des vapeurs et de tentes, / Lances des glaciers fiers, rois blancs, frissons d’ombelles; / I, pourpres, sang craché, rire des lèvres belles / Dans la colère ou les ivresses pénitentes; // U, cycles, vibrements divins des mers virides, / Paix des pâtis semés d’animaux, pais des rides / Que l’alchimie imprime aux grands fronts studieux; // O, suprême Clairon plein des strideurs étranges, / Silences traversés des Mondes et des Anges: / – O l’Oméga, rayon violet des Ses Yeux ! 
A negru, E alb, I roșu, U verde, O de-azur, / Latentele obârșii vi le voi spune-odată: / A, golf de umbră, chingă păroasă-ntunecată / A muștelor lipite de-un hoit, jur-împrejur; // E, pânză, abur candid, umbrelă-nfiorată, / Lănci de ghețari hieratici, și spițe de-un alb pur; / I, purpuri, sânge, râsul unei frumoase guri / Cuprinsă de mânie, sau de căință brată; // U cicluri, frământare a verzilor talazuri, / Adâncă pace-a turmei ce paște pe izlazuri, / Și-a urmelor săpate pe frunți de alchimie; // O, trâmbiță supremă cu țipătul ciudat, / Tăceri pe care Îngeri și Aștri le străbat / – Omega, licăr vânăt ce-n ochii Ei învie ! (traducere: Petre Solomon).

## Sinestezii în poezia română
Desigur, orice tâlmăcire a sonetului nu poate cuprinde forța expresiv-sinestezică a originalului, ca în exemplul: 
I, pourpres, sang craché... / I,-mpurpuratul, sânge scuipat... – ceea ce, în puterea sinestezică dintâi a textului francez și în cea a tălmăcirii „literale“, fără a ne lăsa încorsetați în catren, antrenează în receptor nu numai cromatismul, roșul / împurpuratul lichid vital, adică vizualul, ci și olfactivul, gustul sângelui scuipat, fie de la o extracție efectuată la stomatolog, fie de la un scandal ce s-a lăsat cu o rupere de dinți, fie de la un tuberculos ce-și „scuipă plămânii“
În Sonuri și culori, un poet simbolist român, Mircea Demetriade (1861 – 1914), se încearcă neconvingător într-o „replică“ la sonetul semnat de Arthur Rimbaud: Alb A; E gri; I roșu, un cer de asfințire, / Albastru O, imensul în lacuri oglindit... 
Deosebit de interesante sunt și corespondențele / sinesteziile în poezia română, de la Eminescu încoace (marele romantic european – cel din Memento mori, din Odă – în metru antic etc., fiind atent la dinamica poeziei franceze parnasiene și simboliste, cum, de altfel, și Vasile Alecsandri, cel din Pasteluri etc.): 
Cântăreț e uraganul pentru lupta care arde, / Bolta lirei lui e cerul, stâlpi de nori sunt a lui coarde, / Vânturând stelele roșii prin argintul neguros...; sau: ...se năruie văzduhul de-al săgeților vărsat...; Veniți: privighetoarea cântă și liliacul e-nflorit. (Alexandru Macedonski, «Noaptea de mai»); De-atâtea nopți aud plouând, / Aud materia plângând...; sau: O pictură parfumată cu vibrări de violet. (George Bacovia, «Lacustră» / «Nervi de primăvară»); și un complex sinestezic „tâlmăcindu-se“ în limita tragic-existențială a ens-ului uman:
Rănite-s păsările-n ghimpi stelari, în frigul / abisului sălbatic. Din apele incerte, / din grâu sfințit pe rouă de sub amiaza lăncii, / noi le hrănim, Cuvinte, cu untdelemn le ungem / pe răni și pe lumină, pe tulburatul câmp / surpat în timpurie luptă cu verde verticală – / o baie-a nașterii la infinit sedusă / când păsări aburesc pe dedesubtul gheții.; sau: Văd lunguindu-se azi mierea ta, Cuvinte, / și zilelor cum orele le-ntinzi... .
Din estetica simbolismului, în a doua jumătate a secolului al XX-lea, prin generația Labiș-Stănescu-Sorescu, dezideratul corespondențelor / sinesteziilor a fost preluat de paradoxism, în revoluția semnificantului împotriva semnificatului, și dus în necuvinte / ne-Cuvânt.